# Молотов (крейсер)
Молотов (с 3 августа 1957 года — «Слава») — советский лёгкий крейсер проекта 26-бис, участник Великой Отечественной войны. Назван в честь Вячеслава Молотова.

## Создание проекта
15 апреля 1932 было утверждено официальное оперативно-тактическое задание на разработку проекта лёгкого крейсера. Подобный корабль должен был обеспечивать боевые действия подлодок у баз и в открытом море, вести разведку и поддерживать атаки эсминцев, бороться с десантом противника и обеспечивать свои тактические десанты, участвовать в комбинированном ударе сил флота по противнику в море и вести сражения с крейсерами противника.
НИВК ВМС разработал эскизный проект крейсера, утверждённый 20 апреля 1933. 8 мая с ЦКБС-1 был заключён договор на разработку общего (технического) проекта. Процедурой проектирования руководил начальник корпусного отдела бюро А. И. Маслов, назначенный главным конструктором в 1935 году. Главным наблюдающим от ВМС был назначен В. П. Благовещенский. В основу проекта 26 (так его назвали) был положен чертёж крейсера «Эудженио ди Савойя», для этого же крейсера предназначалась и главная энергетическая установка, которую итальянцы решили продать СССР. Для приёмки механизмов на фирму «Ансальдо» в июле 1934 года отправился главный инженер ЦКБС-1 В. А. Никитин. Получив документацию, советские инженеры вынуждены были переработать её при составлении чертежей.

## Строительство корабля
В отличие от поперечной системы набора, типичной для итальянских кораблей, советские инженеры изготавливали крейсер по смешанной системе, классической для отечественного предвоенного кораблестроения: в средней части использовалась продольная система со шпацией рамных шпангутов 750 мм, а в оконечностях — поперечная со шпацией 500 мм (у итальянцев она составляла 760 мм). Уделялось внимание конструкции сопряжении обеих систем, чтобы избежать резкого изменения площади сечения и появления концентрации напряжений. Палубная и бортовая броня учитывались в составе основных связей, обеспечивающих общую продольную прочность. Благодаря этому корпус каждого крейсера проекта 26 оказался сильнее корпуса итальянского корабля.
Строительство крейсера, который назвали «Молотов», началось на Николаевском заводе № 198 14 января 1937. Секции корпуса собирались на малом стапеле № 4. После освобождения стапеля № 1 средняя часть корпуса была приспущена до уреза воды, а затем 150-тонным краном её секции стали подаваться на стапель № 1. Спуск на воду был осуществлён 4 декабря 1939. С 11 ноября 1940 по 18 марта 1941 прошли заводские испытания, а с 19 марта по 31 мая состоялись и государственные испытания. На ходовых испытаниях корабль показал лучшие для крейсеров своего проекта скоростные показатели: 36,3 узла при мощности турбин в 133 тысячи л. с. Вступил в состав Черноморского флота 14 июня 1941. Накануне войны входил в отряд лёгких сил эскадры ЧФ и был в то же время единственным кораблём ВМС СССР, на котором была установлена отечественная радиолокационная станция «Редут-К». 15 июня 1941, на следующий день после вступления в строй, крейсер принял участие в больших флотских учениях, в ходе которых его РЛС успешно использовалась для обнаружения самолётов.

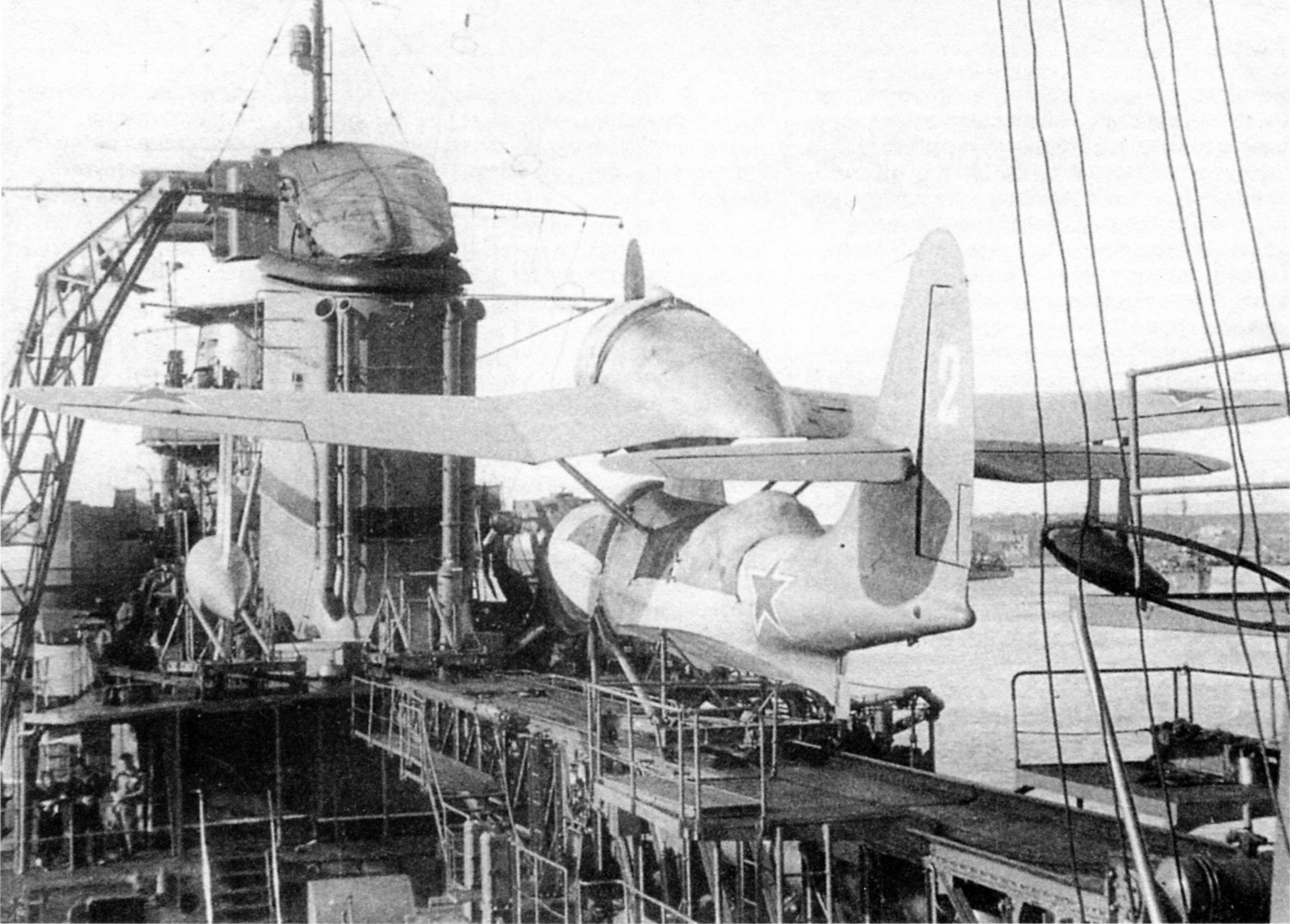
Гидросамолет КОР-2 на катапульте крейсера Молотов, 1941 год.

## Крейсер в годыВеликой Отечественной войны

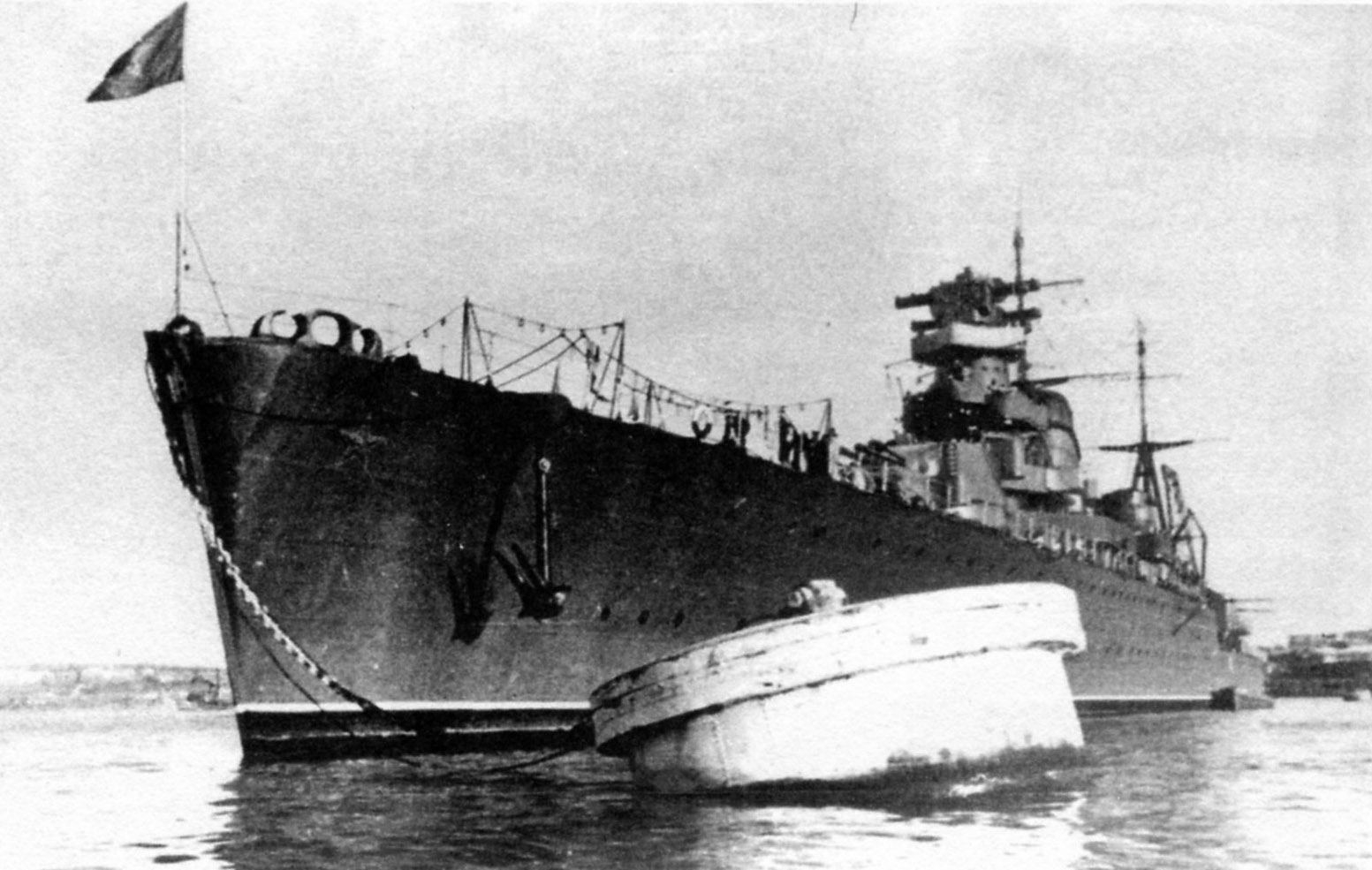
Крейсер «Молотов» в Севастополе, 1941 год

### Отражение воздушных атак в Севастополе
С 22 июня по 1 ноября 1941 крейсер базировался в Севастополе, отрабатывая организацию службы и участвуя в противовоздушной обороне Черноморского флота. 24 июня была установлена телефонная связь между крейсером, штабом флота и КП ПВО, благодаря которой данные от станции «Редут-К» сообщались в штаб флота по кабелю. Станция работала иногда по 20 часов в сутки, но ни разу не выходила из строя. В судовом журнале корабля записано:
Все попытки противника произвести внезапный налет на базу стоянки крейсера не имели успеха благодаря бдительности личного состава РЛС, заблаговременно предупреждавшего ПВО базы об обнаружении самолётов противника со временем, достаточным для приведения в готовность средств ПВО — истребительной авиации и зенитной артиллерии.
После захвата немцами крымских аэродромов командующий Черноморским флотом приказал вывести корабли в Поти. В ночь на 1 ноября 1941 «Молотов», «Парижская коммуна», «Ташкент» и «Сообразительный» направились в Поти, а 3 ноября крейсер перешёл из Поти в Туапсе для усиления ПВО базы. Позднее он привлекался к артиллерийской поддержке войск 51-й армии.

### Рейды из Туапсе
8 ноября в 22:40 крейсер направился из Туапсе в район Феодосия — Чауда для обстрела скопления техники и живой силы немцев в Марфовке, Новосёловке, Кенегесе и Атан-Алчише. Командир корабля капитан 1 ранга Ю. К. Зиновьев решил произвести огневой налёт на одном боевом курсе и обстрелять наиболее удалённые объекты, чтобы выполнить боевую задачу как можно скорее: обстреляв одну цель, корабль переводил огонь на следующую, а на одном курсе при сохранении хода даже повышалась меткость. В 4:06 9 ноября «Молотов» лёг на курс 282° и на скорости в 14 узлов открыл огонь трёхорудийными залпами из орудий главного калибра. Цели находились на расстоянии 105—140 кабельтовых. В 5:26 после 95 выстрелов крейсер отошёл в море на скорости 28 узлов, стремясь до рассвета оказаться как минимум в 50 милях от берега. В 16:50 он вернулся в Туапсе, а в 21:15 вышел на очередную операцию, обстреляв из района Эльчан-Кая силы противника в Султановке, Марфовке и Пташкино. 

С 4:20 до 5:06 10 ноября корабль сделал три огневых галса, израсходовав 96 снарядов главного калибра. В результате этих обстрелов, по сообщению штаба 51-й отдельной армии, противник понёс значительные потери. На обратном пути «Молотов» в 7:15 отразил атаку четырёх торпедоносцев и в 9:50 уклонился от бомб, сброшенных на него четырьмя бомбардировщиками. В базу он прибыл в 19:30.

### Разгрузка пехотных частей. Эвакуация раненых
В декабре 1941 года в ходе подготовки к Керченско-Феодосийской десантной операции крейсер вошёл в состав отряда прикрытия наравне с лидером «Ташкент» и эсминцем «Смышлёный». Командовал отрядом командир крейсера Ю. К. Зиновьев. Два баркаса «Молотова» с командой из 10 матросов и старшин были переданы крейсеру «Красный Крым», который по плану операции должен был стать на якорь на Феодосийском рейде и производить высадку десанта при помощи плавсредств. Но наступление немцев на Севастополь изменило планы и сроки проведения этой операции. В связи с началом второго штурма Севастополя «Молотов» получил приказ доставить в главную базу части 386-й стрелковой дивизии.
24 декабря в 17:00 он вышел из Туапсе и направился в Поти. Оказалось, что войска предстояло принимать на рейде Очамчири с помощью вспомогательных судов. 25 декабря крейсер прибыл на рейд и встал на якорь, но из-за сильного волнения вспомогательные суда не смогли выйти в море, и «Молотову» пришлось уйти в Поти. В течение следующих двух суток на корабль с причала было погружено 15 вагонов авиабомб и боеприпасов, пушки и минометы, а на рейде с буксиров и парохода «Потёмкин» принято 1200 бойцов и командиров. В 7:55 28 декабря крейсер снялся с якоря и взял курс на главную базу (на переходе скорость достигала 32 узлов), 29 декабря в 7:10 он прибыл в Севастополь. Одновременно сюда пришли линкор «Парижская коммуна» и два эсминца. Разгрузка производилась на Угольный причал Северной бухты под обстрелом противника (погибли два матроса, многие были ранены, сам корабль получил множество осколочных пробоин в кормовой части корпуса).
В ходе разгрузки «Молотов» вёл огонь по станциям Бахчисарай, Бельбек и другим целям, участвуя в артподдержке сухопутных войск, и отбивал атаку восьми немецких бомбардировщиков. В итоге ни один из бомбардировщиков не смог повредить корабль, один из них даже был сбит. 100-мм орудия крейсера более часа обстреливали силы немцев, которые пытались атаковать 30-ю береговую батарею. Главный калибр вёл огонь по Морозовке, где было скопление бронетехники немцев. Вскоре немцы начали вести ответный огонь, и «Молотов» в 19:20 отшвартовался у Телефонной пристани. За 29 декабря он израсходовал 205 снарядов калибром 180 мм и 107 калибром 100 мм. По итогам стрельбы крейсера в Бахчисарее было разрушено 16 вагонов с боеприпасами и несколько складов, а в Верхнем Садовом было уничтожено 9 автомашин. Приняв на борт 600 раненых бойцов Приморской армии и эвакуируемых жителей Севастополя, в 1:05 30 декабря в условиях сильной пурги и 8-балльного северного ветра крейсер вышел из главной базы в Новороссийск.
В ночь на 1 января вместе с лидером «Ташкент» он обеспечивал переход и выгрузку транспортов «Абхазия» и «Белосток», доставивших из Новороссийска в Севастополь части 386-й стрелковой дивизии. На «Молотове» также были 700 красноармейцев, боеприпасы и батарея реактивных установок БМ-8. Утром он ошвартовался в Южной бухте и приступил к выгрузке, а днём, стоя на якоре в Северной бухте, поддерживал огнём войска 3-го и 4-го секторов обороны города. Главный калибр и 100-мм орудия обстреливали скопления немецко-фашистских войск и аэродром. 2 января в 4:10 крейсер, приняв 500 эвакуируемых (из них 340 раненых), вышел из Севастополя и в 16:40 встал к пирсу № 11 в Туапсе. Вечером 3 января, погрузив боеприпасы, он направился в Новороссийск, куда прибыл утром следующего дня. Приняв на борт 664 бойца пополнения, корабль в 18:15 взял курс на Севастополь. В море к нему присоединился лидер «Ташкент». 5 января в 5:20 утра «Молотов» ошвартовался у стенки в Южной бухте и приступил к высадке войск и выгрузке боеприпасов. В течение четырёх дней он обстреливал из 180-мм и 100-мм орудий позиции противника в районе Мекензиевых гор, а 8 января, приняв 539 раненых, в 17:50 вышел в Туапсе, куда прибыл 9 января в 8:45.

### Авария у нефтепирса № 4 и ремонт
В ночь с 21 на 22 января 1942 года крейсер стоял у нефтепирса № 4, ошвартованный правым бортом, был отдан левый якорь, а с кормы заведен конец на бочку. По корме крейсера находился эсминец «Смышлёный», у соседнего пирса находились «Красный Кавказ» и танкер «Кремль». К 4 часам утра с гор на порт обрушился норд-ост (бора). Сильный ветер и волны стали раскачивать крейсер и бить его о стенку, швартовы рвались один за другим. Из-за опасности повредить всю обшивку правого борта, в 7:47 командир приказал отойти от пирса и встать на два якоря на малом рейде, подрабатывая машинами. Но ветер был слишком сильный, и левая якорь-цепь вскоре оборвалась, а второй якорь не смог удержать корабль на месте. Волнами его сносило к бетонному молу. «Молотов» дал задний ход, но очередная волна бросила его вперед, и в 8:36 он ударился носом о мол, повредив форштевень и деформировав обшивку. Тут же крейсер понесло назад, корма левым бортом ударилась о пирс, в результате чего оказалась поврежденной обмотка размагничивания. В 8:53 под винты попала бочка, и пришлось застопорить машины. На пирс были поданы швартовы, чтобы оттянуться шпилем, но и они вскоре лопнули. Ветром корабль стало разворачивать носом влево, форштевнем он прочертил по борту крейсера «Красный Крым» и протаранил танкер. В 9:06 бочка вышла из-под винтов, но крейсер навалило на кормовую оконечность эсминца «Смышленый», причинив ему серьёзные повреждения. В 9:23 по приказу командира на крейсере затопили носовые дифферентные отсеки, и судно село носом на грунт.

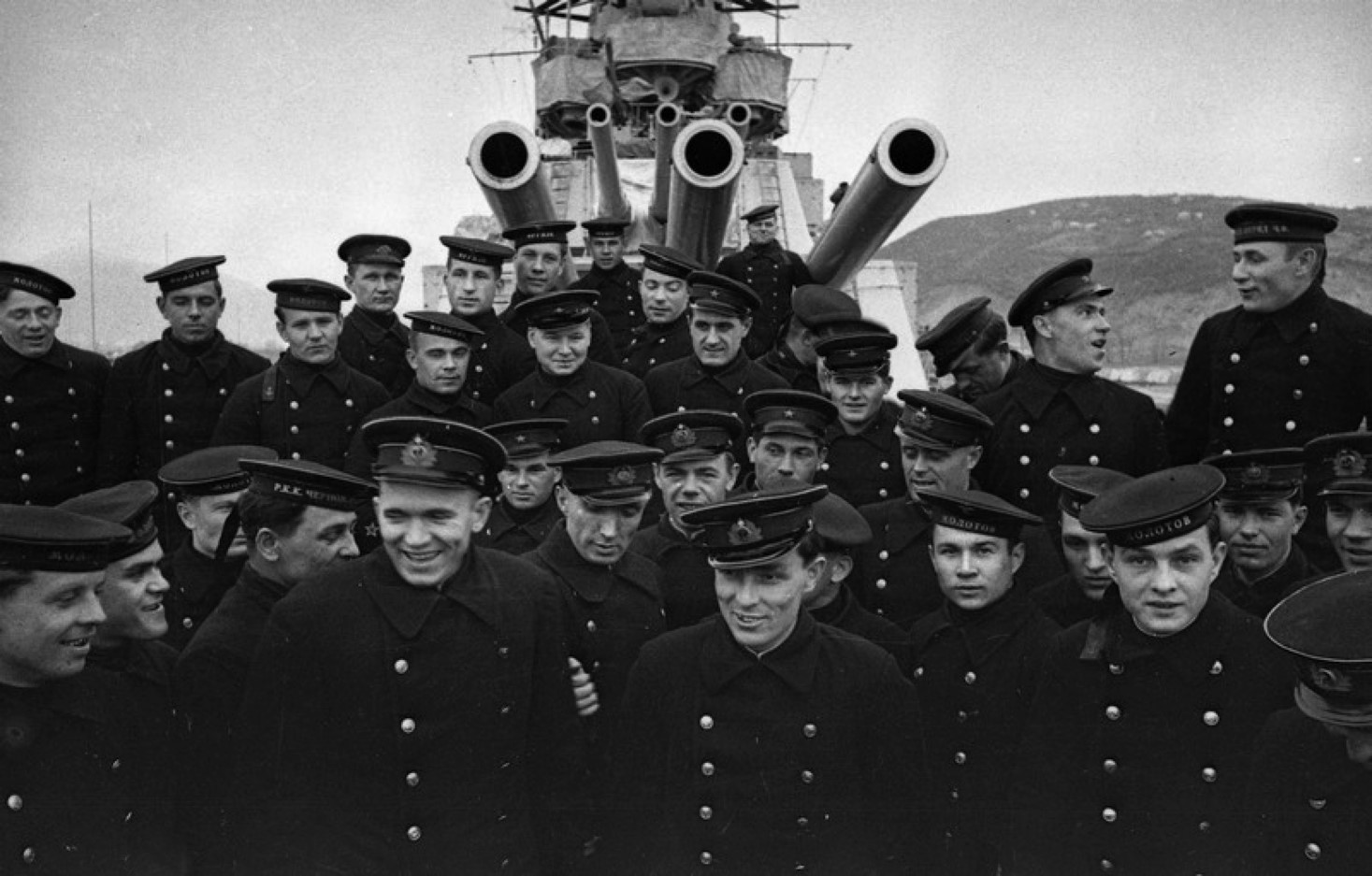
Артиллеристы орудий главного калибра советского легкого крейсера «Молотов», Фотохроника ТАСС, фото Е. А. Халдея

Ветер и волны навалили корабль кормой на пирс, при этом разрушилась обшивка. В 10:07 на помощь ему подошел эсминец «Сообразительный» для поддержания кормы, но 10-балльный ветер не позволил ему приблизиться на необходимую дистанцию. Боцманской команде крейсера удалось подать несколько тросов на пирс, но очередная волна дёрнула корабль и порвала их. Лопнувшим тросом смертельно ранило старшину, ещё два матроса получили увечья. Трос на эсминец удалось завести только к полудню. Подошедший позже буксир также смог принять трос с кормы. После 16 часов шторм стал утихать.
В результате разгула стихии была повреждена обшивка на левом борту в кормовой оконечности от 264-го шпангоута до транца, по левому борту лопнули 4 шпангоута (с 290 по 293-й), также был сломан кормовой клюз, на 400 мм вогнут форштевень, затоплен таранный отсек, повреждены трубопроводы отопления в кормовых помещениях и оборудование отсека дымаппаратуры. Ремонт крейсера выполнялся на судоремонтном заводе в Туапсе. 14 февраля работы были закончены, но из-за недостаточных производственных мощностей предприятия форштевень полностью выправить не удалось, что снизило скорость «Молотова» на 2-3 узла. Только на заводе № 201 при помощи кессона форштевень восстановили полностью.

### Обстрелы в Феодосийском заливе

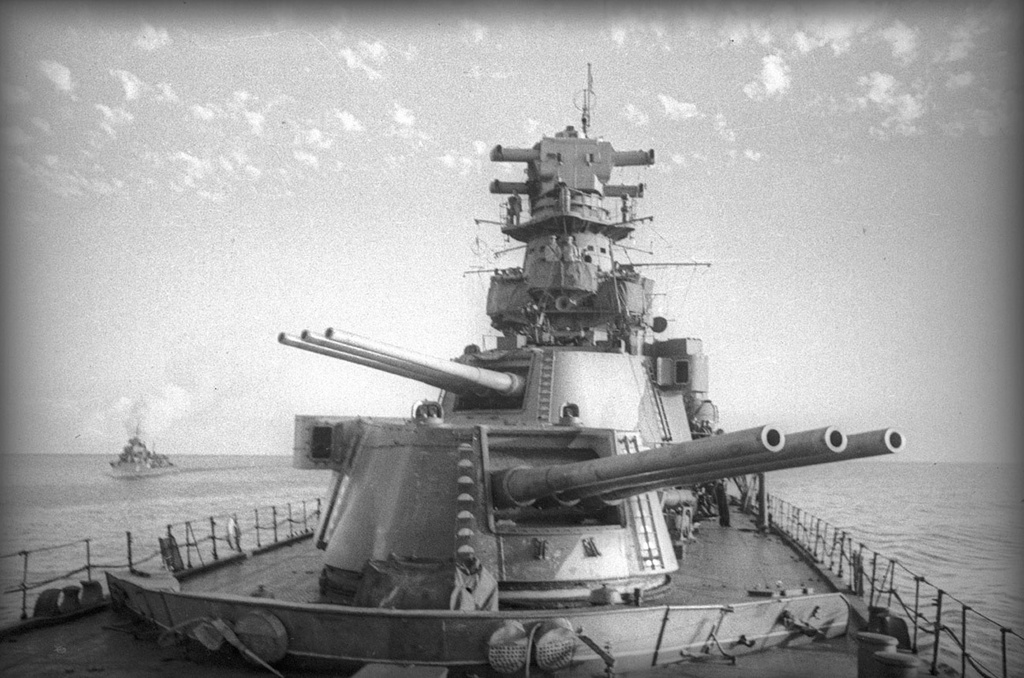
«Молотов» в походе, 1942 год

После завершения ремонта крейсер был привлечен к обстрелу войск противника на побережье Феодосийского залива, обеспечивая поддержку наступления войск Крымского фронта. Вечером 20 февраля 1942 года «Молотов» под флагом командира ОЛС контр-адмирала Н. Е. Басистого в сопровождении эсминцев «Сообразительный» и «Смышлёный» вышел в назначенный район, а 21 февраля в 1:30 открыл огонь по Коктебелю и Старому Крыму, выпустив в условиях качки в течение 18 минут 60 снарядов калибром 180 мм. К 8 часам шторм достиг восьми баллов, а крен корабля увеличился до 37°. При перемене курса нос и корма попали на вершины разных волн и корпус прогнулся, а на верхней палубе образовался гофр от борта до борта. Как только «Молотов» сошел с вершин волн, гофр бесследно исчез, лишь в камбузе с палубы отлетела керамическая плитка. Эсминцы получили тяжелые повреждения, и в 16:20 отряд вернулся в базу.
26 февраля «Молотов» под флагом Н. Е. Басистого вышел в море. Его сопровождали лидер «Харьков», эсминцы «Сообразительный» и «Смышлёный». В 21:40 отряд встретил линкор «Парижская коммуна», сопровождаемый двумя эсминцами. До Феодосийского залива корабли следовали вместе, затем направились в свои районы стрельб. 27 февраля в 0:05 крейсер открыл огонь по позициям противника в районе Феодосии, выпустив в течение 25 минут 60 снарядов главного калибра. Огонь велся по площадям с дистанции 110 кабельтовых из всех башен поорудийно. Закончив стрельбу, корабль ушел в район дневного маневрирования и только после наступления темноты снова приблизился к берегу. В 22:03 он снова открыл огонь по Феодосии и обстрелял её порт, за 20 минут израсходовав 40 снарядов калибра 180 мм. В 2:10 он снова обстрелял Феодосию, выпустив за 15 минут 33 снаряда. 28 февраля в 2:30 крейсер отправился в базу, куда прибыл в 10:27. Вечером того же дня в 19:08 он снова отправился в Феодосийский залив и 1 марта в 2:43 с дистанции 134 кабельтовых открыл огонь по немецким позициям, выпустив 40 снарядов за 11 минут. Затем он ушёл от берега в море и с наступлением темноты вернулся в залив. В 22:34 с дистанции в 147,5 кабельтовых он снова начал стрелять по врагу и за 10 минут выпустил ещё 40 снарядов по противнику. 2 марта в 9:05 он вернулся в базу.
На середину марта 1942 года было спланировано наступление 44-й армии на Керченском полуострове. До начала операции корабли ЧФ наносили удары по позициям неприятеля, поддерживая левый фланг армии. 14 марта в 21:09 крейсер в охранении лидера «Ташкент» и эсминца «Бдительный» вышел из Туапсе, а с 4:20 по 4:34 следующего дня обстреливал укрепленные пункты противника в районе Феодосия-Старый Крым, выпустив 80 снарядов калибром 180 мм, и в 11:40 вернулся в базу. 16 марта в 18:50 в сопровождении эсминца «Свободный» крейсер вновь вышел в Феодосийский залив. 17 марта с 1:18 по 1:41 он обстреливал посёлки Корокель, Большие Камыши, Сарыголь, израсходовав 149 снарядов главного калибра, и в 8:13 ошвартовался в Туапсе. 18 марта 18 марта немецкая авиация совершила массированный налет на порт, и несколько бомб упали рядом с крейсером (повреждений не было). Вечером того же дня «Молотов» в сопровождении эсминца «Свободный» ушел в Поти, где с 20 марта на 25 суток встал в ремонт на заводе № 201.

### Третье наступление немцев на Севастополь
7 июня началось третье наступление немцев на Севастополь. Для его отражения Приморской армии потребовались подкрепления. В 14:13 10 июня «Молотов» вышел из Поти и утром 11 прибыл в Новороссийск. 12 июня в 0:51, приняв на борт 2998 бойцов 138-й отдельной стрелковой бригады, 28 орудий, 8 минометов, свыше 1000 автоматов и до 150 т боеприпасов, продовольствия и медикаментов, крейсер с эсминцем «Бдительный» вышел в море. Спустившись к анатолийскому побережью, корабли повернули на запад. В сумерки 12 июня отряд лег на курс к осажденному городу.
В 18:23 над кораблями появился самолёт-разведчик, а в 20:28 началась бомбардировка кораблей. Сначала 6 пикирующих бомбардировщиков попытались атаковать суда, но оба судна уклонились от сброшенных на них бомб. Затем «Молотов» был атакован с правого борта двумя пикировщиками и одновременно с левого борта четырьмя торпедоносцами. Один из последних удалось сбить, а от сброшенных им торпед крейсер уклонился. Через 6 минут после этого нападения «Молотов» с горизонтального полёта был безрезультатно атакован бомбардировщиками. Ещё через 4 минуты последовала совместная атака двух торпедоносцев и двух бомбардировщиков. Корабли избежали прямых попаданий, но от близких разрывов в корпусе крейсера образовалась течь, и временно вышли из строя некоторые механизмы. Прорывая блокаду, зенитчики «Молотова» за 30 минут (с 20:28 по 20:57) израсходовали 96 снарядов калибра 100 мм, 147 калибра 45 мм, 406 калибра 37 мм и 1082 патронов калибра 12,7 мм.
В 23:52 корабль подошел к Угольной пристани и, согласно полученному приказу из штаба Севастопольского оборонительного района, открыл огонь 13 июня в 1:58 по Бахчисараю из двух носовых башен (по два выстрела в залпе). Артиллеристам крейсера удалось взорвать эшелон с боеприпасами. Одновременно 100-мм орудия обстреливали Камышлы. Тем временем началась выгрузка боеприпасов и артиллерии с правого борта на причал по двум сходням и восьми лодкам и с левого борта по двум сходням на баржу. К приходу крейсера на причале собралась толпа раненых и эвакуируемых, которые до окончания работ устремились на корабль, заполняя помещения и палубу и мешая разгрузке, поэтому невыгруженными остались 42 т боеприпасов. Закончив стрельбу по Бахчисараю, «Молотов» перенес огонь на Сюрень и Опытное, израсходовав 51 снаряд калибра 180 мм и 84 калибра 100 мм. Приняв 1065 раненых и 350 женщин и детей, крейсер в 2:30 13 июня отдал швартовы и вслед за эсминцем «Бдительный» вышел из Севастопольской бухты. Пройдя Херсонесский маяк, крейсер по заданию штаба Севастопольского оборонительного района обстрелял немецкие войска в пунктах Торопова дача, Сухая балка, Сухая речка и Камары. Закончив стрельбу (израсходовано 73 снаряда калибром 180 мм), корабли увеличили ход до 28 узлов, повернули на юг и в 19:40 благополучно возвратились в Туапсе.
10 и 13 июня вражеская авиация потопила транспорты «Абхазия» и «Грузия», шедшие в Севастополь с боеприпасами. Защитники города остались почти без снарядов, и командующий Севастопольским оборонительным районом и флотом Ф. С. Октябрьский приказал повторно направить сюда крейсер «Молотов» с войсками и возможно большим количеством боезапаса. Это рискованное решение основывалось на том, что крейсер успевал за темное время суток прорваться в Севастополь, разгрузиться и выйти из опасного района. 14 июня в 8:21 «Молотов» вышел из Туапсе и, развив 30-узловую скорость, в 11:15 прибыл в Новороссийск. Встав у Импортной пристани, он принял на борт 373 т боеприпасов, 45 т продуктов, 60 т различного имущества и 24 миномета, а затем переместился к причалу № 5 для принятия мазута и посадки войск (3175 человек). 15 июня в 2:20 крейсер вышел в море при сопровождении эсминца «Безупречный» на скорости от 20 до 29 узлов. В пути вражеская воздушная разведка не появлялась, и в 0:06 16 июня корабли благополучно вошли в главную базу. Швартовка затруднялась 6-балльным южным ветром и отсутствием швартовных палов, уничтоженных снарядами и бомбами, но крейсер всё же встал к Угольной пристани и начал быстро разгружаться. У стенки корму «Молотова» все время удерживал буксир, но ветер дважды отгонял корабль от берега. Из 100-мм орудий крейсер открыл огонь по селению Камышлы, израсходовав 84 снаряда. В ответ по месту его стоянки открыла огонь немецкая артиллерия, и тяжёлые снаряды разорвались на причале и в воде. Из штаба базы поступил приказ немедленно возвращаться. В 1:55 корабль с 1625 ранеными и 382 эвакуируемыми без помощи буксиров только при помощи своих машин, работавших враздрай, то есть в противоположных направлениях, развернулся на выход и в 2:40 прошел боны (невыгруженными остались 62 ящика боеприпасов). В 3:11 корабль лег на курс 137° и на скорости 20 узлов с 3:17 до 3:34 обстрелял главным калибром Камышлы и Алсу, израсходовав 113 снарядов. Увеличив ход, крейсер вместе с «Безупречным» вышел из зоны действия блокадных сил противника и 17 июня в 1:25 прибыл в Новороссийск, где разгрузился и 18 июня ушёл в Поти.
За время обороны Севастополя им было доставлено в главную базу 9440 бойцов и командиров, подразделение «катюш», 560 орудий, 45 минометов, 16 800 винтовок, 3680 автоматов и пулеметов, 10 вагонов авиабомб и 145 вагонов боеприпасов. Из осаждённого города было вывезено более 6000 раненых бойцов, женщин и детей. Порой перегрузка составляла 1000 т, и помещения кубриков были настолько забиты ящиками с боеприпасами, что в случае боевых повреждений работа аварийных партий в некоторых местах была бы невозможна. Вследствие размещения грузов выше ватерлинии метацентрическая высота снижалась с 1,2 м до 0,75 м, и при таком положении при перекладке руля в момент уклонения от воздушных атак крен корабля достигал 10°, что затрудняло ведение зенитного огня.

### Обстрел Феодосии и роковая воздушная атака
В период подготовки противника к форсированию Керченского пролива и высадке на Таманский полуостров командующий эскадрой вице-адмирал Л. А. Владимирский получил от Военного совета Черноморского флота задачу: в ночь на 3 августа обстрелять Феодосию, её порт и причалы Двуякорной бухты для уничтожения сосредоточенных там (по данным разведки) судов и плавучих средств. Осуществить эту операцию предписывалось крейсеру «Молотов» и лидеру «Харьков». Согласно плану, 2 августа в 17:20 корабли из Туапсе должны были выйти в море и до темноты следовать на запад, а затем повернуть в назначенный район и огневую позицию к началу следующих суток. Для обеспечения ориентировки и надежной обсервации кораблей ночью в район стрельбы направлялась подводная лодка М-62, которая должна была обозначить своё место белым огнём. «Молотову» предстояло обстрелять Феодосию (для этого выдавались 180 снарядов калибра 180 мм), а «Харькову» атаковать Двуякорную бухту. Одновременный огневой налёт надлежало провести в течение 15 минут. Считалось, что противник из-за внезапности атаки не сможет оказать противодействия.
Вечером 1 августа «Молотов» и «Харьков» вышли из Поти и в 5:03 утра прибыли в Туапсе, где их дважды обнаруживали немецкие самолёты-разведчики. 2 августа в 16:00 на крейсере поднял флаг командир бригады крейсеров контр-адмирал Басистый, Николай Ефремович и приказал сниматься с якоря и следовать к Феодосии. Корабли покинули порт в 17:12 (впереди шёл лидер, за ним крейсер) на ходе 26 узлов: их охраняли четыре торпедных катера, два морских бомбардировщика МБР-2 и два истребителя ЛаГГ-3. Вскоре немецкий самолёт-разведчик He-111 заметил выход кораблей в море и в 17:59 на высоте 7000 м пролетел над «Молотовым». Стало ясно, что скрытность операции нарушилась. Чтобы запутать немцев, корабли в 18:05 легли на ложный курс в направлении на Новороссийск, а когда Hе-111 скрылся, они повернули на запад. Но в 18:50 вражеский самолёт-разведчик вновь появился над отрядом, а к этому времени самолёты сопровождения вернулись на базу. Корабли обстреляли самолёт и вторично повернули на Новороссийск, но он не отстал от них и оставался на экранах радаров до 21:00. С наступлением темноты в 20:30 корабли легли на курс 270° и увеличили скорость до 28 узлов.
В 23:15 взошла луна, и видимость значительно улучшилась. Через 10 минут «Молотов» и «Харьков» повернули в район, где должна была находиться М-62, но обнаружить световой сигнал, подаваемый с лодки, не удалось, и уточнять своё место пришлось по береговым ориентирам. К полуночи прямо по курсу стали вырисовываться очертания мысов Меганом, Киик-Атлама и вершина горы Кара-Даг. Выяснилось, что из-за частых перемен курса корабли оказались на 12 кабельтовых западнее места встречи. Обсервация по берегу в 100—130 кабельтовых ночью не обеспечивала точности стрельбы по невидимому объекту площадью около квадратного километра, но командир крейсера все же решил открыть огонь. В 0:53, когда корабли уже лежали на боевом курсе 65°, слева по носу «Молотова» появились итальянские торпедные катера MAS-568 и MAS-573. Крейсер резко повернул вправо и увеличил ход до полного, сумев избежать атаки катеров. Но исходные данные для стрельбы пришлось пересчитывать снова.
В 0:59 лидер открыл огонь по Двуякорной бухте, и в этот же момент немецкие береговые батареи, расположенные на мысах Ильи и Киик-Атлама, открыли огонь по «Молотову». Семь трехорудийных залпов легли с большой точностью, несколько из них накрыли крейсер — гитлеровцы, видимо, пользовались радиолокацией. В 1:05 при выходе «Молотова» к точке залпа по второму расчету исходных данных его сигнальщики вновь обнаружили слева на курсовом угле 20° торпедный катер, и крейсер тут же увеличил ход, отвернул вправо и открыл огонь по катеру из автоматов. Сохранить необходимое для точности стрельбы устойчивое маневрирование крейсера было невозможно, и командир бригады приказал отходить на юг 28-узловой скоростью. В 1:19 удалявшиеся от крымского берега корабли атаковал самолёт-торпедоносец (с траверза левого борта он приближался к «Молотову»). Командир крейсера М. Ф. Романов вовремя отвернул вправо, и торпеда прошла вдоль правого борта. Через 5 минут последовала одновременная атака уже двух торпедоносцев. Один шел на крейсер с правого траверза, другой — с левого курсового угла 110°. Из-за затруднявшего наблюдение лунного света второй самолёт был обнаружен поздно. С расстояния 3-6 кабельтовых «Молотов» открыл интенсивный огонь и начал циркуляцию влево, уклоняясь от правого торпедоносца, находившегося на курсовом угле 150° и сбросившего две торпеды. Второй торпедоносец сбросил две торпеды также с правого борта. Две торпеды прошли за кормой, третья вдоль левого борта, а четвёртая в 1:27 попала в кормовую оконечность корабля справа. Один из торпедоносцев всё же был сбит огнём кормовых автоматов крейсера.
Взрывом торпеды оторвало 20 м кормовой оконечности крейсера вплоть до 262-го шпангоута с рулём, румпельным отделением с рулевой машиной и химическим отсеком. Погибли 18 человек (в том числе 14 погибли в оторванной и затонувшей кормовой части корабля), 7 получили ранения (из низ 3 — тяжёлые). Все помещения в районе взрыва были разрушены, также деформировался кронштейн правого валопровода и сильно погнулся конус гребного вала. Корабль потерял управление. Повреждение винтов и правого гребного вала вызвало сильную вибрацию корпуса, и ход снизился до 10 узлов, из-за чего давление в котлах поднялось выше критического, сработали предохранительные клапаны, и через них с оглушительным свистом в атмосферу вырвался столб пара, образуя над кораблем белое облако. Крейсер начал описывать циркуляцию влево, так как отогнутая взрывом обшивка борта действовала как положенный на борт руль. По свидетельству старшего помощника С. В. Домнина, изначально с носового ходового мостика из-за стрельбы орудий никто не услышал взрыв торпеды и не почувствовал повреждения. Но только затем вахтённый рулевой доложил о проблемах с рулём, и командир увидел, что крейсер циркулирует влево. По телефону не удалось передать приказ перенести управление рулями в румпельное отделение, а матрос, посланный туда, доложил, что корма оторвана по кормовые кнехты. Уточнив степень повреждений, М. Ф. Романов дал радиограмму командующему флотом и получил через несколько минут ответ открытым текстом:
Басистому, Романову. Крейсер спасти во что бы то ни стало. Высылаю все находящиеся в моем распоряжении средства помощи. Октябрьский.
Около 1:30 поврежденный крейсер подвергся атаке торпедного катера, но его торпеды прошли мимо. А тем временем экипаж начал вести аварийные работы, и вскоре им удалось обеспечить движение прямым курсом. Для этого левая машина была включена на «полный вперёд» (240 об/мин), а правая на «самый малый назад» (30-50 об/мин). В 2 часа ночи начали готовить буксир, чтобы подать его на лидер, но постоянные авианалёты и атаки катеров не позволили кораблям сбавить скорость и сблизиться. Управляясь машинами, «Молотов» продолжал отходить 14-узловым ходом. В 5:10 над кораблями появились наши самолёты, а через 30 минут в охранение крейсера и лидера вступили 6 торпедных катеров. Но немцы, несмотря на барражирующие истребители, не прекращали атаки: на траверзе Анапы в 7:17 четыре торпедоносца (по два на борт) зашли с кормовых курсовых углов. Крейсер открыл плотный заградительный огонь всеми калибрами, включая главный, и один самолёт загорелся и только чудом скрылся за горизонтом, а второй был атакован МБР-2. Два оставшихся сбросили торпеды с дальнего расстояния, но не попали. За 6 часов (с 1:35 по 7:31) немецко-фашистские войска 12 раз атаковали крейсер и потеряли два самолёта. 3 августа в 22:14 крейсер бросил якорь на внешнем рейде Поти, а утром следующего дня он был введен в гавань и поставлен у причала № 12.
По итогам операции «Молотов» и «Харьков» отразили 23 атаки (из них 12 с воздуха и 11 с торпедных катеров), сбили три бомбардировщика Heinkel He 111 и повредили два других самолёта и катер. Крейсер израсходовал 2886 снарядов всех калибров. Для обеспечения отхода кораблей из Новороссийска и Туапсе выходили эсминец «Незаможник», СКР «Шквал», тральщик Т-495, 13 торпедных катеров, 8 сторожевых катеров и спасательное судно «Юпитер». Для прикрытия кораблей истребители совершили 63 вылета, морские бомбардировщики — 4. Свою задачу корабли не выполнили, поскольку не сумели выполнить условие внезапности атаки.

### Восстановительный ремонт
Проект восстановительного ремонта крейсера разрабатывался параллельно специалистами ЦКБ-17 и КБ завода № 201. Был выбран промежуточный вариант, предусматривавший присоединение к корпусу поврежденного корабля новой кормы недостроенного крейсера проекта 68 «Фрунзе», отличавшейся по размерам в большую сторону в разных местах от 200 до 1500 мм, за счет разборки её наружной обшивки и бортового набора в районе 230-240-го шпангоутов, последующего перегиба набора и сборки по новым образованиям, обеспечивавшим плавный переход от одного теоретического чертежа к другому. Нормальных обводов корпуса у «Молотова» обеспечить все же не удавалось, зато использование готовой кормовой части позволяло ввести корабль в строй очень быстро. Баллер и перо руля предполагалось взять с недостроенного крейсера проекта 68 «Железняков», находившегося в Ленинграде на заводе № 194, рулевую машину — со строившегося в Комсомольске-на-Амуре крейсера «Каганович», а датчик руля — с недостроенной подводной лодки Л-25, стоявшей в Поти. Разрешение на использование кормы «Фрунзе» и сам метод восстановления были выданы заместителем наркома ВМФ по кораблестроению и вооружению адмиралом Л. М. Галлером. Ремонт выполнял завод № 201 в Поти с октября 1942 по июль 1943 года, для чего использовался шестипонтонный стальной плавучий док подъемной силой 5000 т, длиной по стапель-палубе 113 м и шириной 22 м. Было применено неполное докование, а доковая масса крейсера составила 8000 т. Корпус «Фрунзе» 3 декабря был частично заведен в док, где от него отрезали кормовую оконечность по 230-й шпангоут. 24 декабря «Фрунзе» уже без кормы был выведен из дока.
Тем временем специалисты аварийно-спасательной службы флота провели подводную обрезку повреждений частей корпуса «Молотова». Обрезка кормы на плаву производилась от верхней палубы по 252,5-й шпангоут до первой платформы, затем горизонтально до 262-го шпангоута и вниз, чтобы сохранить кронштейны гребных валов (они крепились в районе 255—259 шпангоутов). 26 декабря крейсер был введён в док для стыковки его с кормовым блоком корпуса «Фрунзе», установленным на салазках. Корабль был поставлен с дифферентом на нос 3°, осадка носом составила 7,5 м, носовая свисающая из дока консоль имела длину 73,2 м. Зазор между кормовым блоком «Фрунзе» и кормой «Молотова» равнялся 800 мм. Опасность возникала при перемещении новой кормы к корпусу пострадавшего корабля, поскольку была вероятность появления перекосов, крена и ударов. С помощью двухсоттонных гидравлических домкратов операция была проведена успешно в течение суток и завершена 15 января 1943 года, после чего начались работы по стыковке палуб, платформ, продольных переборок, ахтерштевней, наружной обшивки. Обводы кораблей не совпадали, поэтому на длине 2,5 м установили переходные листы-обтекатели. После окончания стыковочных работ кормовые отсеки испытали на водонепроницаемость, затем погрузили рулевую машину и навесили руль. Одновременно в цехе была проведена сложная операция по правке гребного вала массой 18 т и длиной 22 м, у которого был погнут конус, а также отремонтирован деформированный взрывом кронштейн гребного вала.
25 апреля «Молотов» с новой кормой вывели из дока, и до 20 июня на нём выполнялись достроечные работы на плаву. При проведении швартовных испытаний произошла авария рулевой машины: из-за плохо промытой масляной системы окалина и грязь попали в насос переменной производительности, что привело к выходу поршней из строя (на их ремонт понадобился месяц). 23 июля крейсер вышел в море для перехода в Батуми, параллельно испытывая машины и корпус. 27 июля прошли ходовые сдаточные испытания. По итогам выяснилось, что пристыковка новой кормы практически не отразилась на его скорости. Приемный акт восстановленного корабля был подписан 31 июля 1943 года.
18 августа 1944 года в составе отряда «Молотов» перебазировался в Новороссийск, а 5 ноября в составе эскадры ЧФ крейсер вернулся в Севастополь, где и встретил окончание войны.
Всего же с 22 июня 1941 по 1 января 1944 года «Молотов» прошел 11 652 мили за 697 ходовых часов. Стоянка с прогретыми машинами составила итого 316 ч, с дежурным главным котлом — 10 638 ч. Всего было израсходовано 25 816 т топлива.

## После войны
В ноябре 1945 корабль поставили в Северный док завода № 497, где на нём были выполнены доковые и неотложные работы. 5 октября 1946 года на крейсере чуть не произошёл взрыв: при стрельбе на Тендровском рейде в перегрузочном отделении второй башни главного калибра воспламенился заряд. Затопив башню, моряки предотвратили взрыв корабля. При ликвидации аварии погибли старшина и 22 матроса, 20 человек получили ожоги и увечья. На корабль прибыли командующий флотом Ф. С. Октябрьский, командующий эскадрой С. Г. Горшков, позже главком ВМС Н. Г. Кузнецов. Комиссия установила, что личный состав, соблюдая все установленные правила и инструкции, действовал правильно и преградил путь огню. Пожар в башне явился следствием конструктивной недоработки элеватора.
19 августа 1947 года крейсер под командованием капитана 2 ранга Б. Ф. Петрова доставил из Ялты в Сочи И. В. Сталина и заместителя председателя Совета Министров СССР А. Н. Косыгина. «Молотов» шёл под флагом Главкома ВМС И. С. Юмашева в сопровождении эсминцев «Огневой» и «Лихой» (бывший «Регеле Фердинанд»). Во время плавания Сталин с сопровождающими прошёл по кораблю и осмотрел первую башню главного калибра.
В конце 1940-х на «Молотове» провели испытания опытных образцов радиоэлектронного вооружения, предназначенного для строящихся крейсеров проектов 68-К и 68-бис: в 1948 была испытана РЛС обнаружения надводных целей «Риф» и РЛС противовоздушной обороны «Гюйс-2», а в 1949 — аппаратуры боевого информационного поста «Звено» (прототип современных автоматизированных систем управления). С 1952 по 28 января 1955 года крейсер на заводе № 497 («Севморзавод») прошёл капитальный ремонт и модернизацию с обновлением зенитного и радиолокационного вооружения. В 1955 году «Молотов» стал флагманским кораблём 50-й дивизии крейсеров ЧФ, и на нём держал свой флаг командир дивизии контр-адмирал С. М. Лобов.
В ночь на 29 октября 1955 в Северной бухте произошёл взрыв на линкоре «Новороссийск», стоявшем на бочке № 1. В то время «Молотов» был на бочке № 3, и после взрыва на нём была поднята боевая тревога. В 1:40 с него отправили баркас с аварийной партией в составе 20 человек и санитарной группой, ещё через 10 минут отправилась вторая аварийная партия из 18 человек, а в 4:20 были посланы шлюпки для оказания помощи. Через 20 минут был доставлен 31 человек из экипажа «Новороссийска». В ходе спасательных работ 5 человек из состава аварийных партий «Молотова» погибли.

## «Слава»
3 августа 1957 года после разоблачения антипартийной группы Молотова, Кагановича и Маленкова корабль был переименован в «Славу», в честь броненосца «Слава» — флагмана Морских сил Рижского залива, что стало объектом для шуток — «Слава» было сокращением от имени «Вячеслав», а именно так и звали Молотова. 14 января 1959 крейсер вышел из боевого состава и был законсервирован, а спустя полтора года его расконсервировали и снова ввели строй. В апреле 1961 года согласно принятому в январе 1960 года Верховным Советом СССР закону «О новом значительном сокращении ВС СССР» были расформированы эскадра ЧФ, 44-я и 50-я дивизии крейсеров. Основные силы вошли в состав 150-й бригады ЭМ. С 3 августа «Слава» стал учебным крейсером.
30 июня 1966 года формируется 21-я бригада противолодочных кораблей, куда вошел и учебный крейсер «Слава». С 5 по 30 июня 1967 года он нес боевую службу в зоне военных действий на Средиземном море, выполняя задачу по оказанию помощи вооруженным силам Сирии. В сентябре—декабре 1970 года крейсер под командованием капитана 2 ранга Г. А. Баско находился на боевой службе на Средиземном море и 9 ноября оказывал помощь экипажу эсминца «Бравый» после его столкновения с английским авианосцем «Арк Ройял».
В 1967 году на боевой службе в Средиземном море с крейсера «Слава» матрос вплавь перебрался на американский тральщик, стоявший поблизости, и попросил политического убежища. По этому поводу были сделаны серьёзные оргвыводы по линии командования и при отборе экипажей на боевые службы.
30 декабря 1970 года «Славу» включили в состав 70-й бригады противолодочных кораблей КЧФ. 4 апреля 1972 года крейсер исключили из состава флота и разобрали на металл в Инкермане.

## Командиры корабля
- капитан 1-го ранга Зиновьев Ю. К. (хх.08.1938 — (хх.08.1939);
- капитан 1-го ранга Зиновьев Ю. К. (хх.10.1939 — 06.03.1942;
- капитан 1-го ранга Романов М. Ф. (07.03.1942 — 28.04.1943);
- капитан 3-го ранга Жиров Ф. В. (28.04.1943 — 01.04.1944);
- капитан 2-го ранга Пархоменко В. А. (01.04.1944 — хх.11.1945)
- капитан 2-го ранга Ерошенко В. Н. (1946)
- капитан 1-го ранга Петров Б. Ф. (1946—1949)
- капитан 2-го ранга Баско Г. А.
- капитан 1-го ранга Мясоедов Н. Б.